# تمعدن حيوي

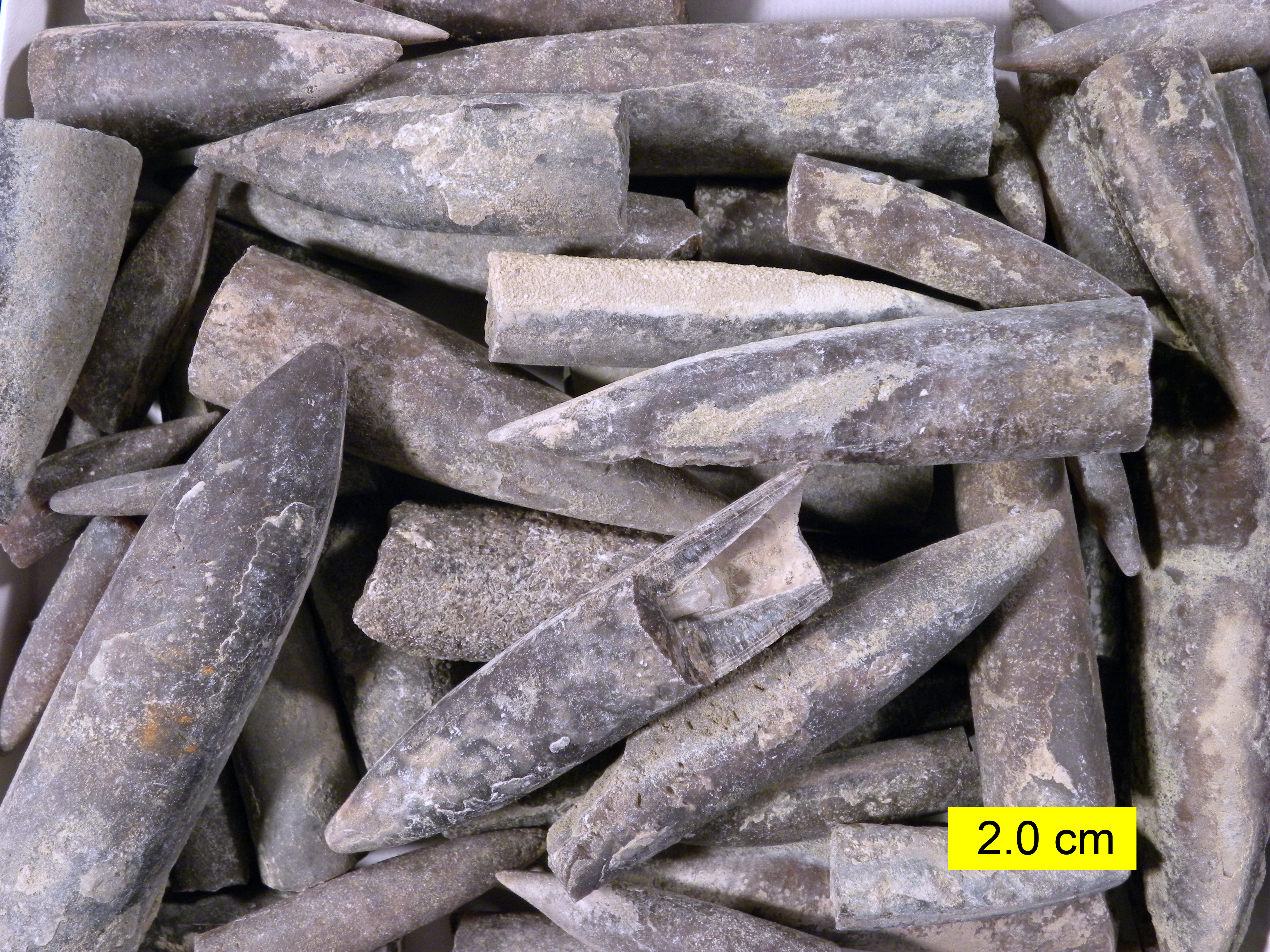

التمعدن الحيوي أو التعدن الحيوي (بالانجليزية: Biomineralization) هي إحدى طُرق التمعدن في علم الأحياء، وهي العملية التي تنتج فيها العضويات الحية المعادن  غالباً يكون هدفها تقسية وتصليب نسج موجودة. مثل هذه الأنسجة تسمّى بالنسج المتمعدنة وتعد ظاهرة واسعة الانتشار إلى حد كبير، تتضمن جميع الممالك التصنيفية أعداداً قادرة على تشكيل المعادن، وقد حُدد أكثر من 60 معدن مختلف في العضويات.